# Harold and the Purple Crayon
Harold and the Purple Crayon is een Amerikaanse komische fantasyfilm uit 2024, geregisseerd door Carlos Saldanha en gebaseerd op het gelijknamige kinderprentenboek van Crockett Johnson uit 1955. De hoofdrollen worden vertolkt door Zachary Levi, Lil Rel Howery, Jemaine Clement, Tanya Reynolds, Alfred Molina en Zooey Deschanel.

## Verhaal
Harold, een jongen die in een boek leeft, kan alles tot leven brengen door het te tekenen met behulp van een magisch paars krijtje, zoals zijn twee vrienden Moose en Porcupine. Wanneer Harold opgroeit, verdwijnt op een dag op mysterieuze wijze de verteller die hij "oude man" noemt. Harold besluit een deur naar de echte wereld te tekenen om hem te gaan zoeken en Moose volgt hem, wat het begin is van een groot avontuur.

## Rolverdeling
| Acteur           | Personage              |
| ---------------- | ---------------------- |
| Zachary Levi     | Harold                 |
| Lil Rel Howery   | Moose                  |
| Benjamin Bottani | Mel                    |
| Zooey Deschanel  | Terri                  |
| Jemaine Clement  | Gary Natwick           |
| Tanya Reynolds   | Porcupine              |
| Alfred Molina    | verteller              |
| Ravi Patel       | Prasad                 |
| Camille Guaty    | Junior Detective Silva |
| Pete Gardner     | Detective Love         |

## Productie

### Voorgeschiedenis
In 1992 richtte John B. Carls samen met Maurice Sendak, het familiefilmproductiebedrijf Wild Things Productions op. Ze verwierven rechten op andere kinderboeken, waaronder Harold and the Purple Crayon, in het Nederlands uitgebracht als Paultje en het paarse krijtje. Er werd sindsdien begonnen met meerdere scenario's, casting, storyboards en animatiewerk, zonder resultaat. In februari 2010 werd gemeld dat Columbia Pictures, Sony Pictures Animation, Steven Spielbergs Amblin Entertainment en Will Smiths Overbrook Entertainment bezig waren met het ontwikkelen van een geanimeerde filmadaptatie van Harold and the Purple Crayon, die geproduceerd zou worden door Smith en James Lassiter en geschreven zou worden door Josh Klausner. In december 2016 werd gemeld dat een filmscript geschreven zou worden door Dallas Clayton.

### Herstart
Begin februari 2021 werd gemeld dat Zachary Levi de hoofdrol zou spelen in de film, hoewel aanvankelijk niet werd vermeld welke rol hij op dat moment zou spelen, behalve dat de film nu een combinatie zou zijn van live-action en animatie. Er werd ook aangekondigd dat Carlos Saldanha de nieuwe film zou regisseren en dat David Guion en Michael Handelman, Klausner en Clayton vervingen als scenarioschrijvers, waarbij John Davis produceerde via zijn Davis Entertainment-banner. Lil Rel Howery werd aangekondigd als deel van de cast op 11 januari 2022. Zooey Deschanel en Ravi Patel werden toegevoegd in februari 2022.
Begin 2022 gingen de liveaction-filmopnames van start in de omgeving van Atlanta, Georgia, met Gabriel Beristain als cameraman.

## Release en ontvangst
Harold and the Purple Crayon ging op 2 augustus 2024 in première. De film kreeg overwegend negatieve kritieken van de filmcritici, met een score van 28% op Rotten Tomatoes, gebaseerd op 36 beoordelingen.

### Kassaopbrengsten
Harold and the Purple Crayon ging in de Amerikaanse bioscopen in première naast Trap met de verwachting van een bruto opbrengst in het openingsweekend van 6 à 7 miljoen Amerikaanse dollars in 3325 bioscopen.  De film bracht uiteindelijk 6 miljoen dollar op in zijn openingweekend en eindigde daarmee op de zesde plaats aan de kassa.